# Język temiar
Język temiar, także: sakai północny, pie, seroq, temer – język austroazjatycki używany przez grupę ludności w stanach Perak, Kelantan i Pahang w Malezji. Należy do grupy języków aslijskich.
Posługuje się nim ludność Temiar (17 tys. osób, w tym ponad 15 tys. zamieszkujących tereny tradycyjne). Znany jest także wielu północnym grupom Orang Asli, służąc jako regionalna lingua franca. Starsze określenie ludu Temiar to „Sakai Północni” (w odróżnieniu od Semai – Sakai Centralnych). Spopularyzowana w literaturze nazwa „temiar” została zaczerpnięta z języka semai. 
Jest zróżnicowany wewnętrznie, przy czym poszczególne dialekty są wzajemnie zrozumiałe. Według jednej z klasyfikacji istnieje podstawowy podział na temiar północny i temiar południowy, z kilkoma pomniejszymi odmianami lokalnymi. W publikacji Ethnologue (wyd. 18) wyszczególniono następujące odmiany: grik, kenderong, kenering, lanoh kobak, po-klo (sakai bukit z Temongoh), sakai z Plus Korbu, sungai piah, tanjong rambutan, tembe’ (tembi), ulu kinta (kinta sakai).
Uchodzi za zagrożony wymarciem, aczkolwiek w dużo mniejszym stopniu niż pozostałe języki aslijskie. Odnotowano spadek jego użycia w niektórych domenach językowych. W powszechnym użyciu jest także język malajski.
Jest jednym z lepiej udokumentowanych języków aslijskich. Powstały różne publikacje poświęcone językowi i kulturze Temiar. W II poł. XX w. ukazały się opracowania gramatyczne: Tengleq Kui Serok (1961), An Outline of Temiar Grammar (1976). Istnieje także słownik z 1998 r. (Temiar-English, English-Temiar Dictionary). Nie wykształcił piśmiennictwa. Jest wykorzystywany w edukacji, przy czym materiały alfabetyzacyjne są ograniczone.